# Teofilatto (esarca)
Teofilatto (cit. 701; fl. VIII secolo) è stato un politico bizantino, esarca d'Italia dal 701 fino al 705 circa (forse fino al 710).

## Biografia
Le notizie della sua carriera sono molto scarne, e sono ricavabili da un'unica fonte, il Liber Pontificalis. Essa attesta che nel 701 egli fosse cubiculario, patrizio ed esarca d'Italia e che, provenendo dalla Sicilia, fece sosta a Roma durante il viaggio per Ravenna. Proprio per l'affermazione secondo cui Teofilatto proveniva dalla Sicilia, è stata avanzata una possibile identificazione con lo strategos di Sicilia omonimo, attestato in alcuni sigilli databili all'VIII secolo. Si ritiene che fosse stato nominato esarca da poco tempo, probabilmente proprio nell'anno 701.
Al suo arrivo nell'Urbe, per motivi apparentemente ignoti (forse per motivazioni di natura economica), gli eserciti dell'esarcato si rivoltarono e marciarono in direzione di Roma, manifestando intenzioni ostili nei riguardi dell'esarca. Papa Giovanni VI, tuttavia, intervenne in favore di Teofilatto, inviando alcuni ecclesiastici dai rivoltosi per spingerli a porre fine alla rivolta. Una volta ricondotti all'obbedienza i rivoltosi, Teofilatto poté entrare a Ravenna. Il Liber Pontificalis narra anche che alcuni delatori si rivolsero all'esarca Teofilatto, accusando di fronte a lui alcuni degli abitanti benestanti di Roma di reati che potevano comportare la confisca dei beni, e chiedendo di punirli; tuttavia l'esarca punì proprio gli accusatori, che furono sospettati di avere lanciato accuse false nei confronti di quegli abitanti benestanti, al solo fine di impadronirsi dei loro beni.
Nient'altro è noto di lui. Nel corso del suo mandato furono conquistate dal duca di Benevento Gisulfo le città di Sora, Arpino e Arce. È stata proposta come possibile data della fine del suo mandato il 705. Certamente non era più esarca nel 710, quando è attestato a Ravenna il suo successore Giovanni Rizocopo.